# مات جرينهالغ
مات جرينهالغ (بالإنجليزية: Matt Greenhalgh)‏ هو منتج أفلام وكاتب سيناريو ومخرج بريطاني، ولد في 1972 في سالفورد في المملكة المتحدة.

## وصلات خارجية
- مات جرينهالغ على موقع IMDb (الإنجليزية)
- مات جرينهالغ على موقع ألو سيني (الفرنسية)
- مات جرينهالغ على موقع أول موفي (الإنجليزية)
- مات جرينهالغ على موقع قاعدة بيانات الأفلام السويدية (السويدية)
- مات جرينهالغ على موقع قاعدة بيانات الفيلم (الإنجليزية)
- مات جرينهالغ على موقع كينوبويسك (الروسية)